# Trifolium jokerstii
Trifolium jokerstii är en ärtväxtart som beskrevs av Michael A. Vincent och Rand.Morgan. Trifolium jokerstii ingår i släktet klövrar, och familjen ärtväxter. Inga underarter finns listade i Catalogue of Life.